# Llort
|  | Per a altres significats, vegeu «Lluís Llort Carceller». |

Llort o Novelles és un despoblat, reduït a un parell de bordes, del terme municipal d'Espot, a la comarca del Pallars Sobirà. És al sud-est d'Estaís, a prop i al sud-oest del lloc on hi ha les restes del Castell de Llort, al costat nord del Collet del Terrissaire, en els Camps de Llort. Era en el mateix lloc on es dreça actualment la Central hidroelèctrica d'Espot i en el vessant de muntanya a ponent de la central. Hi romanen nombroses restes de parets, en una àrea bastant extensa, entre les quals hom ha identificat les restes de l'església del poblat, dedicada a Sant Esteve. Pertany a aquest conjunt l'antiga torre medieval reaprofitada per a les instal·lacions de la central, coneguda com la Torrassa, que dona nom a tot el paratge.